# Vsmart Live
Vsmart Live là sản phẩm điện thoại thông minh thế hệ thứ 2 ra mắt vào tháng 7 năm 2019 và được phát hành và sản xuất bởi Vsmart.

## Tổng quan sản phẩm

### Thiết kế và trọng lượng
Điện thoại Vsmart Live có chiều dài 152 mm, chiều rộng 74,4 mm và độ dày 8,3 mm. Máy có trọng lượng 170g. Máy màn hình dùng kính cường lực của AGC Inc. và mặt lưng làm bằng nhựa nên cảm giác mặt lưng không cao cấp. Máy được cho là không dùng màn hình giọt nước hay tai thỏ mà chỉ là màn hình viền

### Màn hình
Màn hình của Vsmart Live có kích thước chéo là 6.2 inch, sở hữu màn hình AMOLED của Samsung. Màn hình có độ phân giải 1080 x 2232 (Full HD+) và có độ đặc xấp xỉ 403 ppi (số pixel trên một inch màn hình). Có tỉ lệ 18.6:9, dùng công nghệ màn hình 2.5D, cảm ứng 10 điểm và In-cell. Theo VSmart, màn hình chiếm xấp xỉ 90,3% mặt trước, độ tương phản là 100000:1 và dải màu 103% NTSC

### Bộ vi xử lý
Máy dùng con chip Qualcomm® Snapdragon™ 675 8 nhân, có xung nhịp lên đến 2.0 GHz và sản xuất theo công nghệ 11nm. Máy dùng con chip đồ họa Qualcomm® Adreno™ 612.

### Giao diện
Máy sở hữu giao diện VOS 2.5 do Vinsmart thiết kế dựa trên Android™ 9.0 Pie™ của Google.
Hiện tại máy đã được cập nhật VOS 3.0 do Vinsmart thiết kế dựa trên Android 10 (Android Q)  của Google

### Bộ nhớ
Máy sở hữu bộ nhớ trong 64GB với bộ nhớ khả dụng là 52.9GB, bộ nhớ RAM 4 hoặc 6GB tùy chọn.

### Pin
Máy dùng pin 4000 mAh và có hỗ trợ pin sạc nhanh Quick Charge 3.0 của Qualcomm®.
Kèm theo củ sạc 18w

### Camera
Máy dùng 3 camera sau và 1 camera trước. Ba camera sau gồm camera chính 48MP f/1.7, camera chụp chân dung 5MP f/2.2 và camera chụp góc rộng 8MP f/1.9 và đèn flash. Camera chính sử dụng công nghệ pixel-binning (ghép 4 pixels thành 1) để tạo ra bức ảnh với độ phân giải 12MP, Vsmart đã cho biết là sẽ có chế độ 48MP trong những cập nhật tới. Máy có khả năng tự động lấy nét theo pha kép PDAF. Theo như Vsmart nói, điện thoại này có khả năng quay phim lên tới 4K nhưng chỉ dừng lại ở 30 khung hình một giây. Máy có khả năng quay slow-mo ở độ chậm 120 fps (chậm hơn 2 lần) với độ phân giải 720p. Máy có tính năng Face Beauty nhằm tăng nét đẹp cho người chụp. Máy có chế độ HDR và có chế độ thủ công. Với camera thứ hai, máy có thể làm mờ và xóa phông bên ngoài để nhằm làm nổi bật vật chủ thể. Với camera thứ ba, máy chụp được góc rộng 120 độ, nhằm lấy được những chi tiết ngoài tằm nhắm của chế độ chụp thường. Nhờ vào AI, máy có khả năng sử dụng AR stickers, gần giống với Animoji của Apple. Camera trước gồm một camera 20MP f/2.2. Camera trước có thể xóa phông như camera sau, có hỗ trợ đèn flash. Theo Vsmart thì camera trước có khả năng quay video lên đến 1080p nhưng chỉ dừng lại ở 30 khung hình mỗi giây. Camera trước cũng hỗ trợ tính năng Face Beauty và AR stickers. Camera trước có chỉ dẫn selfie nhằm người dùng có những bức ảnh selfie đẹp nhất nhờ công nghệ AI.

### Âm thanh
Máy có âm thanh HiFi và HD cho tai nghe. Máy có loa PA thông minh. Máy sở hữu 2 micro và có khả năng khử tiếng ồn và có khả năng kết nối với đài FM.

### Cảm biến
- Cảm biến tiệm cận để cảm nhận được vật tiếp xúc trong khoảng cách xa nhất là 3 cm.
- Gia tốc kế để cảm biến sự thay đổi về độ nghiêng và góc độ của máy, hỗ trợ máy xoay màn hình từ chiều dọc sang chiều ngang,...
- La bàn điện tử nhằm cảm biến từ trường Trái Đất để biết đâu là hướng Bắc, Nam, Tây hay Đông.
- Con quay hồi chuyển là một cảm biến tương tự như gia tốc kế, nó hỗ trợ việc xoay màn hình và đo độ nghiêng, góc độ của máy.
- Cảm biến độ sáng giúp tính năng tự động điều chỉnh độ sáng nhờ cảm biến độ sáng của ánh sáng bên ngoài.
- Cảm biến vân tay trong màn hình hỗ trợ tính năng bảo mật bằng vân tay trong màn hình. Tuy nhiên tính năng này được cho là chưa nhạy và thường hay chậm và khó để mở khóa.
- Cảm biến khuôn mặt (bản cập nhật VOS 2.5 trở lên) hỗ trợ việc mở khóa bằng khuôn mặt như Face ID của Apple.

### Kết nối
Máy dùng cổng kết nối USB-C, máy hỗ trợ 2 thẻ SIM nano và giác cắm tai nghe 3.5 mm.

## Đánh giá
Chiếc Vsmart Live được DxOMark đánh giá 87 điểm với 92 điểm chụp ảnh và 78 điểm video.